# Сигей, Сергей Всеволодович
Серге́й Все́володович Сиге́й (настоящая фамилия Сигов; 19 марта 1947, Мурманск — 21 сентября 2014, Киль) — российский поэт, филолог.

## Биография
Родился 19 марта 1947 года в Мурманске.
С 1962 по 1965 год был «анарфутом» в Вологде.
Анарфуты, они же футуродадаисты, они же общество «Будущел» — помимо деклараций и манифестов писали стихи и устраивали то, что теперь называется энвироументом. Например, таковой была их «выставка в темноте», то есть выставка акв. и гуашей в абсолютно тёмном подвале жилдома (1963). Акцией был и манифест «Ряв!» — это слово, напечатанное на машинке, раздавалось прохожим в один из вечеров на центр. пл. Вологды (13 апреля 1963). Свои произв. мы «печатали» в ркп сборниках: «Ряв!кнула собака», «Анархизм-футуризм», «Тетрадь футуродадаистов», «Незапучтое пузо» и пр.Сергей Сигей
В 1984 году окончил Ленинградский институт театра, музыки и кинематографии.
Входил в первое неофициальное объединение Свердловска — группу «Уктусская школа» (Анна Таршис, Валерий Дьяченко, Феликс Волосенков, Евгений Арбенев, Александр Галамага, Сергей Сигей).
Активно занимался мэйл-артом, визуальной поэзией. Стихи Сергея Сигея были опубликованы в журналах «Часы» и «Черновик», в альманахе «Urbi», журнале «Новое литературное обозрение» и мн. др. Издавал вместе с Ры Никоновой самиздатские журналы «Номер» и «Транспонанс».
В 1990-х годах издал серию книг, связанных с историей русского авангарда (А. Крученых, Дж. Янечек, К. Малевич, В. Гнедов), в том числе при Ейском историко-краеведческом музее. В 1991 году опубликовал в Ейске очерк «Краткая история визуальной поэзии в России».
Лауреат Премии Андрея Белого (совместно с Ры Никоновой) за 1998 год в номинации «За особые заслуги».
В 1998 году вместе с Ры Никоновой переехал в Германию.
Умер в ночь на 21 сентября 2014 года в Киле (Германия).

## Награды и премии
- Международная отметина имени отца русского футуризма Давида Бурлюка[7].